# Larnacas internationella flygplats
Larnacas internationella flygplats (grekiska: Διεθνής Aερολιμένας Λάρνακας, turkiska: Larnaka Uluslararası Havaalanı) (IATA: LCA, ICAO: LCLK), är en internationell flygplats belägen fyra kilometer sydväst om Larnaca, Cypern. Larnacas internationella flygplats är Cyperns främsta internationella inkörsport och den större av landets två kommersiella flygplatser, den andra är Pafos internationella flygplats på öns sydvästra kust. Flygplatsen har en primär passagerarterminal. Avgångar sker på det övre planet, medan ankomster på marknivå. En andra "VIP-terminal" finns också, som används för besökande statschefer, vissa privata flyg och för frakt.
Från flygplatsen går motorväg både till Larnaca och Nicosia.